# Chroma Key
Chroma Key je ime pod kojim bivši klavijaturist sastava Dream Theater, Kevin Moore, izdaje solo albume.

## Diskografija
- Music Meant to Be Heard (Demo uradak) (1994. – 1996.)
- Dead Air for Radios (1998.)
- Colorblind - singl (1999.)
- This is a Recording: 1994-1997 (1999.)
- You Go Now (2000.)
- Ghost Book (2004.)
- Graveyard Mountain Home (2004.)

Sva studijska izdanja su snimljena u Mooreovom kućnom studiju. Moore je također i producent svih albuma.

## Vanjske poveznice
- Službene stranice  Arhivirana inačica izvorne stranice od 1. srpnja 2008. (Wayback Machine)